# Saison 2018-2019 du FSV Mayence 05
Maillots
Chronologie
Saison précédente Saison suivante
La saison 2018-2019 est la 10e saison du FSV Mayence 05 consécutive en Bundesliga.

## Transferts

### Transferts estivaux
| Nom                     | Nationalité        | Poste     | Transfert                     | Provenance/Destination | Division           |
| ----------------------- | ------------------ | --------- | ----------------------------- | ---------------------- | ------------------ |
| Arrivées                |                    |           |                               |                        |                    |
| Jannik Huth             | Allemagne          | Gardien   | Retour de prêt                | Sparta Rotterdam       | 2e Division        |
| Moussa Niakhaté         | France             | Défenseur | Transfert €10 million         | FC Metz                | Ligue 2            |
| Aarón Martín            | Espagne            | Défenseur | Prêt                          | RCD Español            | Liga               |
| Gaëtan Bussmann         | France             | Défenseur | Retour de prêt                | SC Fribourg            | Bundesliga         |
| Phillipp Mwene          | Autriche Kenya     | Défenseur | Transfert gratuit             | FC Kaiserslautern      | 3.Liga             |
| Pierre Kunde            | Cameroun           | Milieu    | Transfert €7.5 million        | Atlético de Madrid B   | Segunda División B |
| Besar Halimi            | Kosovo             | Milieu    | Retour de prêt                | Brøndby IF             | Superligaen        |
| Jean-Philippe Mateta    | France             | Attaquant | Transfert €8 million          | Olympique lyonnais     | Ligue 1            |
| Aaron Seydel            | Allemagne          | Attaquant | Retour de prêt                | SV Holstein            | 2. Bundesliga      |
| Départs                 |                    |           |                               |                        |                    |
| Leon Balogun            | Nigeria            | Défenseur | Fin de contrat                | Brighton FC            | Premier League     |
| Abdou Diallo            | France             | Défenseur | Transfert €28 million         | Borussia Dortmund      | Bundesliga         |
| Nigel de Jong           | Pays-Bas           | Milieu    | Fin de contrat                | Al Ahli SC             | Qatar Stars League |
| Kenan Kodro             | Bosnie-Herzégovine | Défenseur | Retour de prêt                | SC Fribourg            | Bundesliga         |
| Kenan Kodro             | Bosnie-Herzégovine | Attaquant | Contrat résilier €1.6millions | FC Copenhague          | Superligaen        |
| Yoshinori Muto          | Japon              | Milieu    |                               | Newcastle United       | Premier League     |
| José Rodríguez Martínez | Espagne            | Milieu    | Contrat résilier              | Inconnue               |                    |
| Suat Serdar             | Allemagne          | Milieu    | Transfert €11 million         | FC Schalke 04          | Bundesliga         |
| Marin Šverko            | Croatie            | Défenseur | Prêt                          | Karlsruher SC          | 3.Liga             |

### Transfert hivernaux
| Nom      | Nationalité | Poste | Transfert | Provenance/Destination | Division |
| -------- | ----------- | ----- | --------- | ---------------------- | -------- |
| Arrivées |             |       |           |                        |          |
| Départs  |             |       |           |                        |          |

## Compétitions
| Douzième 43 points | Premier tour |
| 12V 7N 15D         | 1V 0N 1D     |
| TOTAL: 13V 7N 16D  |              |

### Championnat

#### Classement
| Rang | Équipe               | Pts | J  | G  | N  | P  | Bp | Bc | Diff |
| ---- | -------------------- | --- | -- | -- | -- | -- | -- | -- | ---- |
| 10   | Fortuna Düsseldorf P | 44  | 34 | 13 | 5  | 16 | 49 | 65 | −16  |
| 11   | Hertha Berlin        | 43  | 34 | 11 | 10 | 13 | 49 | 57 | −8   |
| 12   | FSV Mayence          | 43  | 34 | 12 | 7  | 15 | 46 | 57 | −11  |
| 13   | SC Fribourg          | 36  | 34 | 8  | 12 | 14 | 46 | 61 | −15  |
| 14   | Schalke 04           | 33  | 34 | 8  | 9  | 17 | 37 | 55 | −18  |

#### Évolution du classement et des résultats
| Résultat | V  | N  | V  | D  | N  | D  | N  | D   | D   | V   | V  | D   | V   | N   | D   | N   | N   | V   | V   | D   | D   | D   | V   | D   | D   | D   | D   | V   | D   | V   | D   | N   | V   | V   | — | — | — |
| Rang     | 7e | 8e | 6e | 7e | 7e | 9e | 8e | 12e | 13e | 12e | 9e | 10e | 10e | 10e | 10e | 11e | 12e | 11e | 10e | 11e | 11e | 11e | 11e | 12e | 13e | 13e | 13e | 12e | 12e | 12e | 12e | 12e | 12e | 12e | 0 |   |   |

## Joueurs et encadrement technique

### Effectif professionnel
Le tableau suivant liste l'effectif professionnel du FSV Mayence 05 pour la saison 2018-2019.

## Statistiques

### Statistiques collectives
| Compétition       | Débute au tour | Termine  | Matches joués | Gagnés | Nuls | Perdus | Buts pour | Buts contre | Différence |
| ----------------- | -------------- | -------- | ------------- | ------ | ---- | ------ | --------- | ----------- | ---------- |
| Bundesliga        | -              | Douzième | 34            | 12     | 7    | 15     | 46        | 57          | -11        |
| Coupe d'Allemagne | Premier tour   | -        | 2             | 1      | 0    | 1      | 5         | 4           | +1         |
| Total             | -              | -        | 36            | 13     | 7    | 16     | 51        | 61          | -10        |

### Statistiques individuelles
(Mis à jour le 23 décembre 2018)
| Numéro | Nat. | Nom       | Championnat | Championnat | Championnat    | Championnat | Championnat  | Coupe d'Allemagne | Coupe d'Allemagne | Coupe d'Allemagne | Coupe d'Allemagne | Coupe d'Allemagne | Total | Total       | Total          | Total  | Total        |
| Numéro | Nat. | Nom       | M.j.        | But inscrit | Passe décisive | Averti      | Carton rouge | M.j.              | But inscrit       | Passe décisive    | Averti            | Carton rouge      | M.j.  | But inscrit | Passe décisive | Averti | Carton rouge |
| ------ | ---- | --------- | ----------- | ----------- | -------------- | ----------- | ------------ | ----------------- | ----------------- | ----------------- | ----------------- | ----------------- | ----- | ----------- | -------------- | ------ | ------------ |
| 2      |      | Donati    | 1           | 0           | 0              | 1           | 0            | 0                 | 0                 | 0                 | 0                 | 0                 | 1     | 0           | 0              | 1      | 0            |
| 3      |      | Martín    | 16          | 0           | 1              | 3           | 0            | 1                 | 0                 | 0                 | 0                 | 0                 | 17    | 0           | 1              | 3      | 0            |
| 5      |      | Boëtius   | 14          | 1           | 2              | 4           | 0            | 1                 | 0                 | 0                 | 0                 | 0                 | 15    | 1           | 2              | 4      | 0            |
| 6      |      | Latza     | 10          | 0           | 0              | 2           | 0            | 0                 | 0                 | 0                 | 0                 | 0                 | 10    | 0           | 0              | 2      | 0            |
| 7      |      | Quaison   | 15          | 3           | 1              | 0           | 0            | 2                 | 2                 | 1                 | 0                 | 0                 | 17    | 5           | 2              | 0      | 0            |
| 8      |      | Öztunalı  | 6           | 0           | 1              | 2           | 0            | 1                 | 0                 | 0                 | 0                 | 0                 | 7     | 0           | 1              | 2      | 0            |
| 9      |      | Mateta    | 17          | 5           | 1              | 0           | 0            | 2                 | 0                 | 0                 | 0                 | 0                 | 19    | 5           | 1              | 0      | 0            |
| 10     |      | Maxim     | 12          | 1           | 0              | 1           | 0            | 2                 | 2                 | 2                 | 1                 | 0                 | 14    | 3           | 2              | 2      | 0            |
| 14     |      | Malong    | 15          | 0           | 0              | 2           | 0            | 2                 | 0                 | 0                 | 0                 | 0                 | 17    | 0           | 0              | 2      | 0            |
| 16     |      | Bell      | 16          | 0           | 0              | 4           | 0            | 2                 | 0                 | 0                 | 0                 | 0                 | 18    | 0           | 0              | 4      | 0            |
| 18     |      | Brosinski | 15          | 1           | 4              | 0           | 0            | 2                 | 0                 | 0                 | 0                 | 0                 | 17    | 1           | 4              | 0      | 0            |
| 19     |      | Niakhaté  | 17          | 0           | 0              | 2           | 0            | 1                 | 0                 | 0                 | 0                 | 1                 | 18    | 0           | 0              | 2      | 1            |
| 20     |      | Ujah      | 10          | 1           | 0              | 2           | 0            | 1                 | 0                 | 0                 | 0                 | 0                 | 11    | 1           | 0              | 2      | 0            |
| 21     |      | Onisiwo   | 12          | 2           | 1              | 1           | 0            | 1                 | 0                 | 0                 | 0                 | 0                 | 13    | 2           | 1              | 1      | 0            |
| 22     |      | Müller    | 8           | 0           | 0              | 0           | 0            | 1                 | 0                 | 0                 | 0                 | 0                 | 9     | 0           | 0              | 0      | 0            |
| 23     |      | Mwene     | 6           | 0           | 0              | 0           | 0            | 1                 | 1                 | 0                 | 0                 | 0                 | 7     | 1           | 0              | 0      | 0            |
| 24     |      | Bussmann  | 1           | 0           | 0              | 0           | 0            | 1                 | 0                 | 1                 | 0                 | 0                 | 2     | 0           | 1              | 0      | 0            |
| 25     |      | Gbamin    | 15          | 2           | 0              | 0           | 0            | 2                 | 0                 | 0                 | 0                 | 0                 | 17    | 2           | 0              | 0      | 0            |
| 26     |      | Bungert   | 2           | 0           | 0              | 0           | 0            | 1                 | 0                 | 0                 | 0                 | 0                 | 3     | 0           | 0              | 0      | 0            |
| 27     |      | Zentner   | 9           | 0           | 0              | 1           | 0            | 1                 | 0                 | 0                 | 0                 | 0                 | 10    | 0           | 0              | 1      | 0            |
| 28     |      | Abass     | 1           | 0           | 0              | 0           | 0            | 0                 | 0                 | 0                 | 0                 | 0                 | 1     | 0           | 0              | 0      | 0            |
| 29     |      | Burkardt  | 4           | 0           | 0              | 0           | 0            | 0                 | 0                 | 0                 | 0                 | 0                 | 4     | 0           | 0              | 0      | 0            |
| 31     |      | Gürleyen  | 1           | 0           | 0              | 0           | 0            | 0                 | 0                 | 0                 | 0                 | 0                 | 1     | 0           | 0              | 0      | 0            |
| 32     |      | de Blasis | 1           | 0           | 0              | 0           | 0            | 1                 | 0                 | 0                 | 0                 | 0                 | 2     | 0           | 0              | 0      | 0            |
| 34     |      | Baku      | 10          | 0           | 0              | 1           | 0            | 1                 | 0                 | 1                 | 0                 | 0                 | 11    | 0           | 1              | 1      | 0            |
| 38     |      | Holtmann  | 1           | 0           | 0              | 0           | 0            | 1                 | 0                 | 0                 | 0                 | 0                 | 2     | 0           | 0              | 0      | 0            |
| 42     |      | Hack      | 3           | 0           | 1              | 1           | 0            | 1                 | 0                 | 0                 | 0                 | 0                 | 4     | 0           | 1              | 1      | 0            |